# Kurt Mathis
Kurt Mathis (* 4. Jänner 1946 in Bregenz) ist ein ehemaliger österreichischer Politiker (ÖVP) und Kaufmann. Mathis war von 1993 bis 1994 Abgeordneter zum Nationalrat.
Mathis besuchte nach der Volksschule das Gymnasium, an dem er 1965 maturierte. Danach absolvierte er die Höhere Technische Bundeslehr- und Versuchsanstalt Bregenz in der Fachrichtung Maschinenbau. Zwischen 1966 und 1977 war Mathis in verschiedenen Firmen beschäftigt, danach war er als selbständiger Kaufmann tätig und vertrieb Qualitätswerkzeuge an Gewerbe und Industrie.
Politisch war Mathis als Gemeinderat in Bregenz aktiv und hatte die Funktion eines Mitglieds des Landesparteivorstandes der ÖVP Vorarlberg inne. Er war ab 1989 zudem stellvertretender Obmann bzw. stellvertretender Klubobmann der ÖVP Bregenz 1989 und vom 27. April 1990 bis zum 5. Mai 1992 Stadtrat in Bregenz. Zudem vertrat er die ÖVP vom 15. Oktober 1993 bis zum 6. November 1994 im Nationalrat.